# جری تارکانیان
جری تارکانیان (انگلیسی: Jerry Esther Tarkanian) یک مربی بسکتبال آمریکایی ارمنی‌تبار بود
تارکانیان فرزند یک زوج مهاجر ارمنی بود که در هنگام نسل‌کشی ارمنی‌ها در دوران جنگ جهانی اول به ایالات متحده پناهنده شده بودند. وی در سال ۱۹۳۰ در اوکلید، اوهایو به دنیا آمد.
تارکانیان یکی از باسابقه‌ترین مربیان بسکتبال در سطح کالج‌های ایالات متحده بود وی برای ۵ دهه در سی و یک فصل به مربیگری بسکتبال مشغول بود
جری تارکانیان، مربی افسانه‌ای دانشگاه یو آن ال وی (UNLV) بود، وی در سال ۱۹۷۷ پیشنهاد مربیگری لس آنجلس لیکرز را رد نمود.
وی در هنگام مربیگری موفق به کسب ۷۰۶ پیروزی با تیم‌های تحت رهبری خویش شد
وی در سال ۲۰۱۳ به تالار مشاهیر بسکتبال راه یافت. تارکانیان به جویدن حوله ورزشی در هنگام بازی در دوران مربیگری خویش مشهور بود
جری تارکانیان در ۱۱ فوریه ۲۰۱۵ در سن ۸۴ سالگی درگذشت.

## مربیگری
| فصل       | نام باشگاه         |
| --------- | ------------------ |
| ۱۹۵۹      | Antelope Valley HS |
| ۱۹۶۰–۱۹۶۱ | Redlands HS        |
| ۱۹۶۱–۱۹۶۶ | Riverside CC       |
| ۱۹۶۶–۱۹۶۸ | Pasadena CC        |
| ۱۹۶۸–۱۹۷۳ | Long Beach State   |
| ۱۹۷۳–۱۹۹۲ | UNLV               |
| ۱۹۹۲      | San Antonio Spurs  |
| ۱۹۹۵–۲۰۰۲ | Fresno State       |